# Adrian Zmed

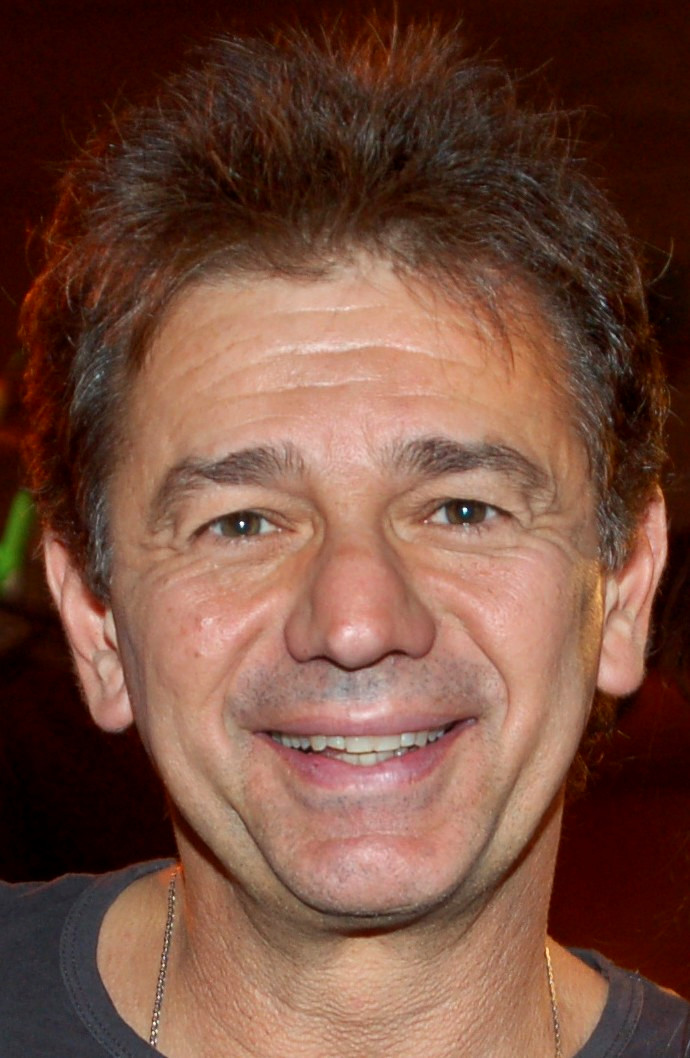
Adrian Zmed (2008)

Adrian George Zmed (* 14. März 1954 in Chicago, Illinois) ist ein US-amerikanischer Schauspieler. 

## Leben und Karriere
Adrian Zmeds Vater George Zmed Smith war Erzpriester der Rumänisch-Orthodoxen Kirche und gehörte der ersten Generation Rumänien-Amerikaner an, die in Chicago geboren wurden. In Rumänien heiratete er 1942 Preoteasa Persida Zmed und wirkte dort als Priester. Die Familie verließ 1958 Rumänien und ging in die USA. Adrian Zmed war das jüngste von drei Kindern der Familie und besuchte die Lane Tech High School in Chicago. Seit Ende der 1970er-Jahre ist er als Schauspieler in Hollywood aktiv. Bekannt wurde Zmed unter anderem durch seine Rollen als Johnny Nogerelli in Grease 2 und als Officer Vince Romano in der Fernsehserie T. J. Hooker, in der er neben William Shatner und Heather Locklear spielte. Er spielte ebenfalls eine Hauptrolle neben Tom Hanks in der Komödie Bachelor Party (1984). In den 1990er-Jahren ließen die Rollenangebote für Zmed nach. 1998 wirkte er in dem Fernsehfilm Storm Chasers – Im Auge des Sturms unter der Regie von Mark Sobel mit. Im 21. Jahrhundert war er vor allem in Low-Budget-Filmen oder als Gastdarsteller in Fernsehserien aktiv.
Zmed war mit der neuseeländischen Schauspielkollegin Susan Wood verheiratet, mit der er zwei Söhne hat.

## Filmografie (Auswahl)
- 1978: Starsky & Hutch (Fernsehserie, Folge Discomania)
- 1979: Flatbush (Fernsehserie, 6 Folgen)
- 1980: Geheimcode Chaos (For the Love of It, Fernsehfilm)
- 1980: Goodtime Girls (Fernsehserie, 13 Folgen)
- 1982: Grease 2
- 1982–1985: T. J. Hooker (Fernsehserie, 72 Folgen)
- 1983: Horror am Mill Creek (The Final Terror)
- 1984: Bachelor Party
- 1986: Love Boat (Fernsehserie, Doppelfolge Spain Cruise)
- 1986/1987: Hotel (Fernsehserie, 2 Folgen)
- 1989: Mord ist ihr Hobby (Murder, She Wrote; Fernsehserie, Folge From Russia... with Blood)
- 1989: Die Blinde und der Killer (Eyewitness to Murder)
- 1994: Palm Beach-Duo (Silk Stalkings; Fernsehserie, Folge Judas Kiss)
- 1994: Improper Conduct
- 1998: Storm Chasers – Im Auge des Sturms (Storm Chasers: Revenge of the Twister, Fernsehfilm)
- 1999: Diagnose: Mord (Diagnosis: Murder; Fernsehserie, Folge Trash TV: Part 2)
- 2002: Naked Movie
- 2004: The Drone Virus – Tödliche Computerviren (The Drone Virus)
- 2006: The Craving Heart
- 2016: Lady Dynamite (Fernsehserie, 2 Folgen)
- 2016: Sharknado 4 (Sharknado: The 4th Awakens, Fernsehfilm)

## Belege
1. ↑  Il Chicago: In Memoriam: Preoteasa Persida Zmed. 1. März 2015, abgerufen am 30. November 2023.

| Personendaten    | Personendaten                            |
| ---------------- | ---------------------------------------- |
| NAME             | Zmed, Adrian                             |
| ALTERNATIVNAMEN  | Zmed, Adrian George (vollständiger Name) |
| KURZBESCHREIBUNG | rumänisch-US-amerikanischer Schauspieler |
| GEBURTSDATUM     | 14. März 1954                            |
| GEBURTSORT       | Chicago, Illinois                        |